# Trigonodes angolensis
Trigonodes angolensis là một loài bướm đêm trong họ Noctuidae.